# Aburista termitarum
Aburista termitarum is een hooiwagen uit de familie Assamiidae. De wetenschappelijke naam van Aburista termitarum gaat  terug op Roewer.